# The Bad Plus
A The Bad Plus egy amerikai dzsessz trió. Lemezkiadóik: Columbia Records, Fresh Sound, Sony Music Entertainment, Heads Up Records, E1 Music, Sony Masterworks, Okeh Records, Nonesuch Records.

## Története
2000-ben alakultak meg a Minnesota állambeli Minneapolis-ban. Korábban négy tagú együttesként tevékenykedtek. Már 1989-ben együtt zenéltek, csak akkor még nem Bad Plus néven. Legelső nagylemezük 2001-ben került piacra.
Magyarországon eddig két alkalommal játszottak: legelőször 2015-ben, a Trafóban léptek fel, második alkalommal 2018-ban  koncerteztek hazánkban, a Budapesti Tavaszi Fesztiválon, a Budapest Jazz Clubban.
Híresek lettek arról, hogy népszerű együttesek  (például Nirvana, Aphex Twin, Radiohead, Yes, Queen) számait dolgozzák fel dzsesszes stílusban.

## Tagok
- Reid Anderson – basszus
- Orrin Evans – zongora
- Dave King – dob

Volt tagok:
- Ethan Iverson – zongora

## Diszkográfia
- The Bad Plus (2001)
- These Are the Vistas (2003)
- Give (2004)
- Suspicious Activity? (2005)
- Prog (2007)
- For All I Care (2008)
- Never Stop (2010)
- Made Possible (2012)
- The Rite of Spring (2014)
- Inevitable Western (2014)
- The Bad Plus Joshua Redman (2015)
- It's Hard (2016)
- Never Stop II (2018)
- Activate Infinity (2019)